# کارن پترسون
 کارن پترسون (انگلیسی: Karen Paterson؛ زاده ۱۸ مهٔ ۱۹۸۲) یک تنیس‌باز اهل بریتانیا است.